# Harvest Moon: Back to Nature
Harvest Moon: Back to Nature (牧場物語～ハーベストムーン～?, Bokujō Monogatari Harvest Moon) è un videogioco di simulazione di una fattoria, parte della serie di videogiochi Harvest Moon, sviluppato dalla Victor Interactive Software. È l'unico capitolo di Harvest Moon ad essere stato sviluppato per PlayStation, oltre che il primo titolo della serie pubblicato per una console non della Nintendo. I personaggi di Harvest Moon 64 sono i protagonisti di questo gioco, benché leggermente alterati nei tratti distintivi. Un remake destinato alle ragazze, Bokujō Monogatari Harvest Moon for Girl (牧場物語～ハーベストムーン～forガール?), è stato sviluppato, ma mai pubblicato in lingua inglese.
Il videogioco è stato in seguito convertito per Game Boy Advance con i titoli Harvest Moon: Friends of Mineral Town e Harvest Moon: More Friends of Mineral Town. Nel 2005 Harvest Moon: Back to Nature è stato accoppiato con la sua versione per ragazze ripubblicato come Harvest Moon: Boy & Girl (牧場物語ハーベストムーン ボーイ＆ガール?, Bokujō Monogatari: Harvest Moon Boy and Girl) per PlayStation Portable, benché la confezione lo descrivesse come un gioco completamente nuovo. Nel 2008, la Marvelous Interactive ha pubblicato Harvest Moon: Back to Nature e Bokujō Monogatari Harvest Moon for Girl per PlayStation 3 e PlayStation Portable attraverso il servizio PlayStation Network.